# Moderna Museet (myndighet)
Moderna Museet är en svensk förvaltningsmyndighet med uppgift att samla och bevara, samt att visa modern konst. Myndigheten delar namn med de två museum som det driver, Moderna Museet i Stockholm och Moderna Museet i Malmö. Som myndighet är Moderna museet underordnad Kulturdepartementet, och som museum klassificeras det som centralmuseum, alltså en organisation som får anslag från svenska staten.